# Polemonium elusum
Polemonium elusum är en blågullsväxtart som beskrevs av J.J.Irwin och R.L.Hartm. Polemonium elusum ingår i släktet blågullssläktet, och familjen blågullsväxter. Inga underarter finns listade i Catalogue of Life.